# Imidopersäuren

Allgemeine Struktur einer Imidopersäure: R kann ein Alkyl- oder Arylrest sein

Imidopersäuren sind eine Stoffgruppe der organischen Chemie mit der allgemeinen Formel R-C(=NH)-O-OH. Die Verbindungen sind sehr reaktiv, treten jedoch bei verschiedenen Reaktionen als Intermediate auf.

## Herstellung und Reaktionen
Imidopersäuren entstehen als Zwischenstufe bei der basenkatalysierten Umsetzung von Nitrilen zu Carbonsäureamiden mit Wasserstoffperoxid. Dabei wird zunächst ein Hydroperoxid-Anion an ein Nitril-Molekül addiert. Nach Protonierung des negativ geladenen Stickstoffs entsteht eine Imidopersäure.

Bildung einer Imidopersäure aus einem Nitril

Die Imidopersäure reagiert anschließend mit Wasserstoffperoxid zum Carbonsäureamid, Sauerstoff und Wasser. Bei verschiedenen Reaktion wirken Imidopersäuren beziehungsweise ihre Anionen als Oxidationsmittel gegenüber anderen Substraten. So können Oxidationsreaktionen durch Wasserstoffperoxid teilweise beschleunigt werden, indem ein Nitril zugesetzt wird. Beispielsweise wird die Oxidation von Thioanisol mit Wasserstoffperoxid zum Sulfoxid durch den Zusatz von Acetonitril oder Propionitril beschleunigt.
Die Epoxidierung von Alkenen mittels Wasserstoffperoxid und einem Nitril wird als Payne-Oxidation bezeichnet. Hierzu werden oft Acetonitril und Benzonitril verwendet. Über die Reaktion berichtete Payne zum ersten Mal 1960, wobei Styrol mit Wasserstoffperoxid und Acetonitril oder Trichloracetonitril epoxidiert wurde. In der gleichen Veröffentlichung wurde auch von der Oxidation von Pyridin zu Pyridin-N-oxid mit Benzonitril / Wasserstoffperoxid und von Anilin zu Azoxybenzol mit Acetonitril / Wasserstoffperoxid berichtet.